# Зелёная линия (Израиль)

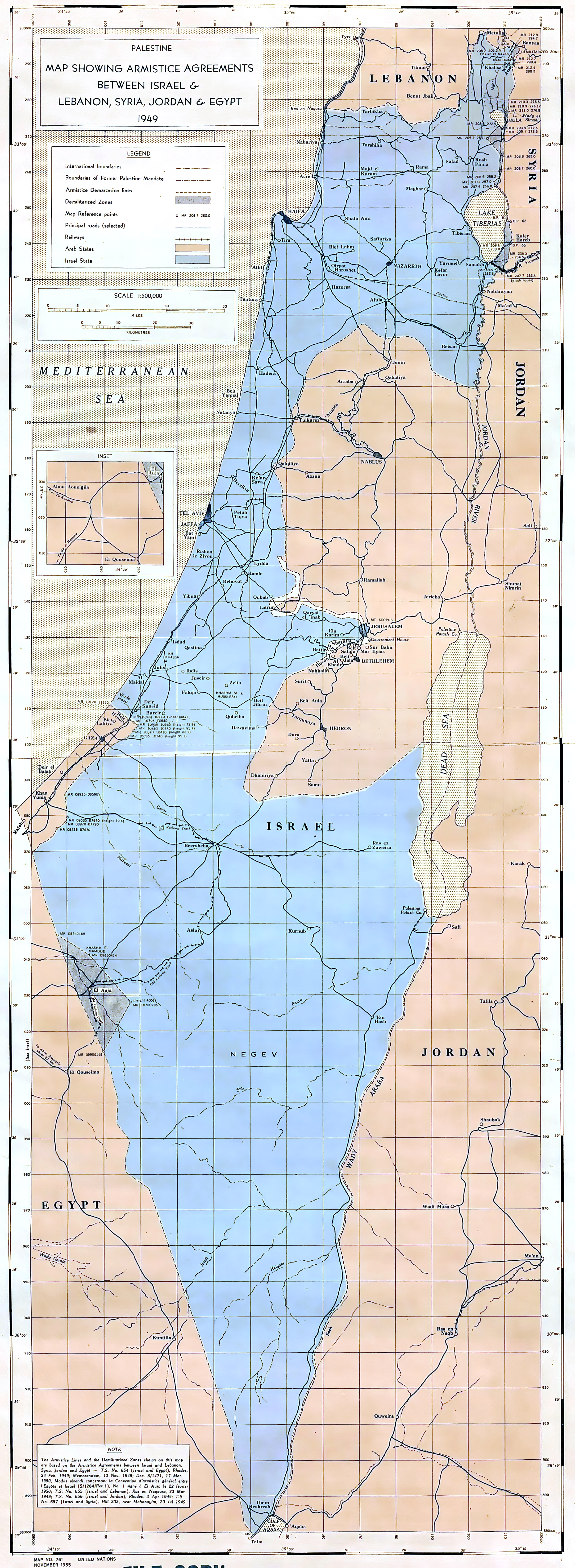
Карта ООН 1955 года, показывающая зоны разграничения

Зелёная линия (зелёная черта) (ивр. הקו הירוק‎) — демаркационная линия после окончания Арабо-израильской войны 1948—1949 годов между Израилем, с одной стороны, и Ливаном, Сирией, Трансиорданией (включая оккупированный ею до 1967 года Западный берег реки Иордан) и Египтом (включая оккупированный им до 1967 года Сектор Газа), с другой стороны.
Демаркационная линия отображает силы воюющих сторон на период окончания боевых действий. Некоторые участки совпадают с изначальной границей, предложенной Специальным комитетом ООН по Палестине в 1947 году при разделе Палестины — в частности, в пустыне Негев вдоль границы с Египтом (уже впоследствии территории, выделенные для арабского государства в этом районе были существенно увеличены). То же самое касается некоторых участков границ на Западном Берегу реки Иордан, повторяющих границы первоначального плана 1947 года (пригород Афулы, северный участок границы вдоль реки Иордан, район Каркуры, границы к югу от Тулькарма, пригород Аль-Дакирии). Демилитаризованная зона в Эль-Ауджа, созданная в результате операции «Хорев», фактически прекратила существование 21 сентября 1955 года.

## 1949—1967 годы
До Шестидневной войны 1967 года, несмотря на соглашения о прекращении огня с правительствами арабских стран, через Зелёную линию в Израиль постоянно проникали группы террористов (федаинов по арабскому определению), убивавших мирных израильских граждан.
Согласно данным, приведённым начальником израильского Генштаба Моше Даяном, только за период с 1949 до середины 1954 года происходило в среднем 1000 случаев проникновения в месяц на нескольких государственных границах, большинство из них на израильско-иорданской границе. Только на этой границе произошло 1069 столкновений с вооруженными мародёрами и 3573 случая вооружённого разбоя. 513 израильтян было убито и ранено.
Израильская армия, в свою очередь, совершала рейды на территории, контролируемые арабскими странами. Израилем такие атаки позиционировались как ответ на нападения с арабской стороны, однако по мнению ООН и соседних арабских государств, такие действия велись, в том числе, в нарушение соглашений о прекращении огня. В ходе этих операций в Иордании погибло много людей, включая мирных граждан, разрушались постройки, в том числе жилые дома и общественные здания. Наиболее известен рейд в Кибию, который разные источники называют, в зависимости от оценки действий израильских войск, операцией в Кибии, инцидентом в Кибии или резнёй в Кибии, проведенный после теракта в поселке Йехуд, в результате которого были убиты женщина и двое маленьких детей, а другие члены семьи получили ранения.
Кроме того через линию в свои бывшие дома в оставленных ими деревнях пытались проникнуть тысячи арабских беженцев. Израильские власти жестко пресекали такие попытки. Беженцам не позволяли вселиться в свои бывшие дома и депортировали. Некоторым удалось просочиться в израильские деревни, населённые оставшимися арабами, в надежде остаться там, но их вылавливали. В 1950 году более сотни подобных нарушителей были высажены в пустыне Арава и им было приказано идти к иорданской границе без пищи и воды. В результате, около 20 человек погибло. После этого, шокировавшего общественное мнение как в Израиле, так и за рубежом, инцидента, количество проникновений через границу несколько уменьшилось. Согласно Бенни Моррису, пик нарушений израильской границы пришёлся на 1952 год, когда было зафиксировано 16 000 таких инцидентов, и снизился до 4350 нарушений границы в 1955 году. Моррис считает, что менее 10 % нарушителей были «политически мотивированными или имели насильственные цели». При этом, сам он отмечает, что «время от времени и экономически мотивированные лазутчики убивали или ранили израильтян и разрушали их имущество… Некоторые, несомненно, чувствовали … что украв израильскую собственность они также мстят Израилю».
После Арабо-Израильской войны (1947—49) Израиль принял около миллиона еврейских беженцев, главным образом, из арабских стран. Согласно Мерону Бенвенисти, только к концу 1951 года в Израиль прибыло около 700 тысяч беженцев (100 — в 1948, 240 — в 1949, 170 — в 1950, и 175 тысяч — в 1951 гг.). К концу 1951 года число прибывших превысило число принимаемых, и «механизм абсорбции прогнулся под тяжестью этого бремени». Многие из них были расселены в оставленных арабскими беженцами населённых пунктах.

## После Шестидневной войны
После Шестидневной войны «Зеленая линия» перестала быть линией прекращения огня, а приобрела политический статус в разрешении арабо-израильского конфликта.
Согласно резолюциям ООН, территории за пределами «Зелёной линии» считаются оккупированными Израилем. С другой стороны, Израиль считает Голанские высоты и весь Иерусалим частью своей территории (он аннексировал эти территории), а остальные захваченные им в 1967 году земли определяет как спорные. (См.также Израиль#Границы). Аннексия была признана недействительной Резолюцией Совета Безопасности ООН от 17 декабря 1981 года и осуждена Генеральной Ассамблеей ООН в 2008 году.
Ситуация осложняется тем, что за пределами «Зеленой черты» находится значительное арабское население, не имеющее гражданства Израиля, и еврейские поселения, созданные там Израилем после войны 1967 года. Сложности возникают также в связи с тем, что шоссе № 1 Тель-Авив—Иерусалим, построенное после 1967 года, пересекает Зелёную линию в районе Латруна.
В августе 2005 года, в результате «одностороннего размежевания», проведённого премьер-министром Ариэлем Шароном, Израиль вывел войска из сектора Газа, ликвидировав все находившиеся там еврейские поселения. Также были разрушены 4 поселения в северной части Самарии.
Вопрос о возможной эвакуации других еврейских поселений на Западном берегу является одним из основных камней преткновения в переговорах о мирном соглашении между израильским правительством и представителями палестинцев, а также одним из наиболее спорных внутренних политических вопросов в Израиле.